# Auto-efficacité technologique
L'auto-efficacité technologique (AET) (« Technological self-efficacy » (TSE) en anglais ) est « la croyance en la capacité d'une personne d'accomplir avec succès une nouvelle tâche technologiquement sophistiquée ». Il s'agit d'une application spécifique du concept plus large et plus général d'auto-efficacité, qui se définit comme la croyance en sa capacité d'entreprendre des actions spécifiques qui donnent les résultats souhaités. L'auto-efficacité ne se concentre pas sur les compétences que l'on possède, mais sur le jugement qu'il peut faire avec ses compétences. Traditionnellement, une caractéristique distinctive de l'auto-efficacité est sa spécificité dans le domaine.

## Origine
L'auto-efficacité technologique ne met pas l'accent sur des tâches technologiques précises, mais elle est plutôt volontairement vague. Ainsi, cette construction vise à décrire les sentiments généraux à l'égard de la capacité d'adopter une nouvelle technologie. Elle peut être généralisée à un certain nombre de technologies particulières. De plus, ce concept peut être appliqué à des technologies qui n'ont pas encore été inventées. Bien que ces caractéristiques aient permis à l’'auto-efficacité technologique de demeurer pertinente au fil du temps, l'ampleur des définitions a également créé de la confusion et une prolifération de concepts connexes.
En général, ces concepts renvoient à des types particuliers de technologie. On peut prendre différents exemples : l'auto-efficacité pour l'usage des ordinateurs, l'auto-efficacité pour celui de l'Internet ou encore l'auto-efficacité des technologies de l'information en général. Afin d'organiser le propos, on peut considérer les auto-efficacités propres à la technologie (ex. ordinateur et Internet) comme des sous-dimensions dans le concept général d'auto-efficacité technologique.

## Importance
La société du XXIe siècle est ancré dans un contexte technologique, ce qui rend la compréhension et l'évaluation de l'auto-efficacité technologique essentiel. Au travail, 62 % des Américains employés utilisent Internet et les courriers électroniques. Les utilisateurs d'Internet en milieu professionnel l’utilisent tous les jours (60 %) ou pas du tout (28%). 96% des employés Américains, emploient une nouvelle sorte de technologie de communication sur leur lieu de travail. Un investissement technologique réussi est associé à une productivité accrue.
De même, 88% des français ont accès à internet.
Dans les milieux de l’apprentissage, les cours sont de plus en plus proposés en ligne. C'est ce qu'on appelle communément l'enseignement à distance, qui varie des cours soutenus par le web (l'enseignement se produit principalement par des interactions face à un instructeur) à mélanger l'apprentissage en ligne. Un certain nombre d'avantages sont associés à l'apprentissage à distance, comme une plus grande flexibilité et plus grande commodité. Un autre avantage couramment cité est que l'instruction est auto-rythmée, ce qui permet une adaptation personnalisée basée sur les besoins individuels.  Toutefois, il est peu probable que ces avantages se fassent ressentir si la personne s'inquiète de la méthode d'exécution de l'enseignement et/ou si ses attentes de succès sont faibles en raison de son équipement technologique.
Pris ensemble, ces deux domaines cités ci-dessus (lieu de travail et apprentissage) renforcent le fait que la technologie a eu un impact sur les activités modernes et, par conséquent, l'importance des croyances perçues dans sa capacité à maîtriser les nouvelles technologies. Le succès dans la vie quotidienne dépend souvent de l'utilisation de la technologie, par définition, les nouvelles technologies seront toujours nouvelles. En outre, des études ont montré que l'auto-efficacité technologique est un facteur crucial pour l'enseignement de la programmation informatique aux élèves, car les élèves ayant des niveaux plus élevés d'auto-efficacité technologique obtiennent de meilleurs résultats.

## Mesure
Selon la définition énoncée par Bandura, l'auto-efficacité est la croyance et la confiance qu'une personne a en elle-même. Cette propriété a des implications importantes pour la mesure de tout type d'auto-efficacité. Plus précisément, les mesures de l'auto-efficacité doivent être fondées sur l'auto-déclaration, car la seule personne qui peut dépeindre avec précision les croyances en ses capacités est la cible de l'enquête. En d'autres termes, les mesures d'auto-évaluation de l'auto-efficacité ont une vérité définitionnelle. Bien qu'il existe un certain nombre de problèmes avec les inventaires d'auto-évaluation, dans le cas de l'auto-efficacité (et d'autres concepts qui sont définis comme des croyances et cognitions internes), cette approche de mesure est inévitable.
Bien que le type d'approche de mesure soit défini par le concept, le processus d'élaboration et de validation de ces échelles a varié considérablement dans la documentation sur les AET. L'une des principales différences entre les mesures concerne la notation des éléments. Auparavant, la recherche a constaté que les différences dans les résultats peuvent être attribuées en partie à différentes approches de notation. Plus précisément, il y a deux principales façons de noter les éléments d'auto-efficacité. Le premier type s'appelle l'ampleur de l'auto-efficacité. Les éléments sont formulés de façon que les participants répondent s'ils estiment pouvoir accomplir une tâche donnée (oui ou non). Le deuxième type est la force de l'auto-efficacité. Cette méthode de notation demande aux participants d'évaluer leur degré de confiance dans l'exécution des tâches sur une échelle numérique, puis d'établir des moyennes pour toutes les questions. Tous les autres types de notation sont simplement des composites de ces deux premières approches.
Une autre différence entre les mesures AET concerne la question de la généralité. Cette considération est semblable à la différenciation précédente entre l'auto-efficacité propre à la technologie et l'auto-efficacité propre à la technologie en tant que concept plus large. Les tentatives de mesure du concept plus large d'auto-efficacité technologique seront examinées en premier lieu. McDonald et Siegall ont élaboré une échelle d'auto-efficacité technologique en cinq points fondée sur l'examen d'études théoriques antérieures. Cette échelle a été évaluée à l'aide de l'approche par la force des échelles d'auto-efficacité. Les éléments de cette échelle ne faisaient pas référence à des technologies spécifiques, mais plutôt à la technologie en tant que concept général. En utilisant un processus de développement, Holcomb, King et Brown ont également proposé une échelle pour mesurer l'AET L'analyse factorielle a révélé trois facteurs distincts contenant 19 items de type likert, qui ont également été notés selon le système de notation des forces. Contrairement à l'échelle de McDonald et Siegall, les éléments de cette échelle font référence à certaines technologies (notamment les ordinateurs et les progiciels). Les deux études mentionnées ci-dessus représentent des tentatives de mesure de l'AET en tant que concept plus large.
Outre les tentatives visant à mesurer les AET de façon plus générale, un certain nombre d'études ont élaboré des mesures de l'auto-efficacité propre à la technologie. L'une des mesures les plus citées de l'auto-efficacité des ordinateurs vient de Compeau et Higgins Ces auteurs ont passé en revue les tentatives antérieures de mesurer l'auto-efficacité des ordinateurs et ont théoriquement dérivé une échelle en 10 points. Contrairement aux échelles mentionnées précédemment, cette étude a utilisé une approche de notation " composite " Pour chaque question, on a d'abord demandé aux participants s'ils pouvaient accomplir une tâche spécifique liée aux ordinateurs en utilisant une échelle dichotomique oui/non. Après cette réponse, on a demandé aux participants d'évaluer leur confiance dans la réalisation de la tâche de 1 (pas du tout confiant) à 10 (totalement confiant). La note finale a été calculée en comptant le nombre de réponses "oui" (reflétant l'ampleur de l'auto-efficacité) et la moyenne des cotes de confiance (représentant la force de l'auto-efficacité). Les auteurs ont ensuite validé cette mesure dans un réseau nomologique de constructions connexes. Un deuxième exemple d'auto-efficacité propre à la technologie est l'auto-efficacité sur Internet. Comme pour les approches de mesure précédentes, l'auto-efficacité sur Internet a été développée à l'aide d'une approche théorique qui prenait en compte les mesures précédentes de sujets connexes et développait de nouveaux éléments pour aborder l'espace de construction manquant. Cette échelle a montré un niveau élevé de fiabilité et de validité[réf. souhaitée].

## Antécédents
Bandura propose quatre sources principales pour les croyances sur l'auto-efficacité : (1) l'expérience antérieure, (2) la modélisation, (3) les convictions sociales, et (4) les facteurs physiologiques. Les recherches confirment que bon nombre de ces sources d'AET sont les mêmes, mais qu'il existe aussi d'autres antécédents. Bien que l'on n'ait pas abordé l'élaboration théorique plus complexe et l'examen empirique de la façon dont ces antécédents fonctionnent et sont liés les uns aux autres, les prédicateurs les plus immédiats des AET sont plus susceptibles d'être les sources primaires de Bandura (prédicateurs proximaux). Les autres antécédents qui ont également été associés aux AET (p. ex. ressources adéquates, sexe et âge) sont probablement des prédicateurs plus distaux. En d'autres termes, ces variables distales influencent des variables plus proximales (p. ex. l'expérience antérieure, la modélisation et les convictions sociales), ce qui se traduit par une AET élevée ou faible.

### Expérience antérieure
Si une personne a eu l'occasion d'interagir avec de nouvelles technologies et, plus important encore, si elle a réussi à maîtriser de nouvelles technologies, elle est plus susceptible d'avoir des croyances plus positives pour son rendement futur.
Bien que différents types de formation aient été associés à des compétences différentes, en général, la recherche montre que le fait de voir d'autres personnes accomplir avec succès des tâches, et de fournir ensuite à l’élève une occasion de renforcer ses connaissances, accroît ses croyances en matière d'efficacité personnelle reliées à la technologie.

### Persuasions sociales
Les persuasions sociales telles que l'encouragement des autres et le soutien organisationnel sont également des facteurs importants qui contribuent aux croyances en matière d'efficacité personnelle liées à la technologie. Les actions et les déclarations des autres peuvent modifier considérablement la perception qu'ils ont de leurs chances de succès. Le soutien organisationnel comprend généralement l'encouragement et l'aide de la direction. Si la direction ne semble pas appuyer avec enthousiasme les tentatives des employés d'utiliser la technologie, il est peu probable que les employés acceptent la technologie.

### Ressources
Les ressources sont souvent citées comme l'un des principaux obstacles à l'adoption de la technologie, ce qui comprend, sans toutefois s'y limiter, un nombre suffisant d'ordinateurs, de licences de logiciels, de matériel et de logiciels désuets et de connexions Internet lentes ou intermittentes. Le succès d'une bonne utilisation de la technologie est d'abord et avant tout limité par les capacités de la technologie en question.

### Genre
Le sexe est un facteur influent de l’auto efficacité, de sorte que les hommes ont tendance à avoir des niveaux plus élevés de croyances en matière d'efficacité personnelle liées à la technologie que les femmes. On ignore encore pourquoi ces différences existent.

### Âge
Cette constatation n'est pas surprenante étant donné le stéréotype répandu selon lequel les personnes âgées sont incapables d'apprendre sur des nouveaux matériels, surtout lorsqu'il s'agit de matériel technologique. Cependant, les faibles croyances des personnes âgées en matière d'auto-efficacité technologique donnent à penser que les personnes âgées peuvent intérioriser le stéréotype " les vieux chiens ne peuvent apprendre de nouveaux trucs ". Cette croyance intériorisée a donc une incidence sur les attentes relatives au rendement dans les domaines technologiques à venir ".

## Conséquences
Les croyances en matière d'efficacité personnelle liées à la technologie ont été associées à un certain nombre de conséquences. Bien que l'AET prévoie les résultats examinés ci-dessous, veuillez noter que certains des antécédents de l'AET sont de meilleurs prédicateurs de ces résultats que l'AET elle-même. Par exemple, l'expérience antérieure est généralement un meilleur prédicateur de l'exécution des tâches que l'AET. Une méta-analyse récente sur l'auto-efficacité (plus généralement) appuie également cette conclusion. Dans son ensemble, l'AET est importante, mais son importance ne doit pas être surestimée. De plus, il est possible que l'effet de l'AET sur les résultats (p. ex., le rendement) soit fonction d'autres variables (p. ex., intentions comportementales ou anxiété).

### Exécution de la tâche
Le rendement des tâches est affecté négativement, de sorte que les croyances en matière d'auto-efficacité liées à la technologie sont liées à un rendement inférieur. Ceci est extrêmement important, car ces résultats suggèrent que des perceptions positives des capacités technologiques des individus peuvent devoir être présentes avant que le rendement réussi puisse être obtenu.
Perception de la facilité d'utilisation et de l'usage (ou l'utilité)
Selon le modèle d'acceptation de la technologie, la facilité d'utilisation perçue et l'utilité perçue influencent les intentions comportementales et, en fin de compte, les comportements liés à la technologie. D'autres chercheurs ont l'intention comportementale d'agir comme médiateur entre l'AET et d'autres variables de résultats (performance). Ces prédictions sont similaires à celles de la Théorie du comportement planifié, bien étayée.

### Anxiété
L'anxiété est négativement liée, de sorte que les croyances d'auto-efficacité liées à une technologie inférieure sont associées à un niveau d'anxiété plus élevé.